# Босанско народно позориште у Зеници
Босанско народно позориште у Зеници (раније Народно позориште у Зеници) позориште је основано 1950. у Зеници. Радило је у Соколском дому, а 1978. пресељено је у зграду у којој се налази и данас. Здање Народног позоришта у Зеници добитник је Борбине награде за архитектуру у БиХ (1979), као најбоље и најљепше архитектонско остварење у овој земљи СФРЈ за 1978. годину. Од 2002. организује Фестивал босанскохерцеговачке драме Зеница. Током 60 година постојања БНП Зеница је израсло у најзначајнију умјетничку институцију у централном дијелу БиХ. Кроз своје умјетничко дјеловање БНП Зеница постало је средиште и стјециште не само театарског, него свеколиког умјетничког и културног живота. Добитник је награда: Златни грб Града Зеница, награде „Бранко Гавела”, добитник Награде Града Зенице (два пута) и 27-јулске награде БиХ. До 2022/23. године броји 750 изведених премијера.